# Campionatul European de Baschet Feminin din 2017 Grupa C
Grupa C a Campionatului European de Baschet Feminin din 2017 are loc între 16 și 19 iunie 2017. Toate meciurile acestei grupe se joacă la Praga, Cehia.

## Clasament
| Loc | Echipa   | MJ | V | Î | PM  | PP  | PD  | Pct | Calificare                                                 |
| --- | -------- | -- | - | - | --- | --- | --- | --- | ---------------------------------------------------------- |
| 1   | Franța   | 3  | 3 | 0 | 213 | 188 | +25 | 6   | Avansează în faza sferturilor de finală                    |
| 2   | Serbia   | 3  | 1 | 2 | 205 | 211 | −6  | 4   | Avansează în faza calificările pentru sferturile de finală |
| 3   | Grecia   | 3  | 1 | 2 | 188 | 189 | −1  | 4   | Avansează în faza calificările pentru sferturile de finală |
| 4   | Slovenia | 3  | 1 | 2 | 196 | 214 | −18 | 4   |                                                            |

1. 1 2  Serbia 3 Pt, +10 PD; Grecia 3 Pt, +6 PD; Slovenia 3 Pt, −16 PD

Orele de desfășurare reprezintă ora locală (UTC+2).

## 16 iunie

### Serbia vs Grecia
| 16 iunie 2017 18:00 |

| Boxscore |

| Serbia                                                | 60–69 | Grecia                                     |
| Scorul pe sferturi: 11–19, 19–16, 21–18, 9–16         |       |                                            |
| Pt: Milovanović 17 Rec: Milovanović 8 Pase: Radočaj 3 |       | Pt: Spanou 18 Rec: Maltsi 9 Pase: Maltsi 5 |

### Slovenia vs Franța
| 16 iunie 2017 20:30 |

| Boxscore |

| Slovenia                                       | 68–70 | Franța                                           |
| Scorul pe sferturi: 9–18, 24–16, 15–14, 20–22  |       |                                                  |
| Pt: Barič 18 Rec: Lisec 9 Pase: Lisec, Oblak 3 |       | Pt: Ciak 16 Rec: Dumerc, Epoupa 6 Pase: Dumerc 6 |

## 17 iunie

### Franța vs Serbia
| 17 iunie 2017 20:30 |

| Boxscore |

| Franța                                            | 73–57 | Serbia                                                       |
| Scorul pe sferturi: 15–19, 18–15, 19–9, 21–14     |       |                                                              |
| Pt: Dumerc, Miyem 17 Rec: Minte 10 Pase: Dumerc 5 |       | Pt: Milovanović, Petrović 18 Rec: Petrović 7 Pase: Radočaj 4 |

### Grecia vs Slovenia
| 17 iunie 2017 18:00 |

| Boxscore |

| Grecia                                           | 56–59 | Slovenia                               |
| Scorul pe sferturi: 14–12, 19–11, 14–21, 9–15    |       |                                        |
| Pt: Kaltsidou 23 Rec: Kaltsidou 7 Pase: Maltsi 6 |       | Pt: Lisec Rec: Piršič 10 Pase: Oblak 6 |

## 19 iunie

### Serbia vs Slovenia
| 19 iunie 2017 15:00 |

| Boxscore |

| Serbia                                         | 88–69 | Slovenia                                       |
| Scorul pe sferturi: 21–30, 23–11, 18–17, 26–11 |       |                                                |
| Pt: Petrović 23 Rec: Škorić 6 Pase: Petrović 6 |       | Pt: Oblak 22 Rec: Evans, Lisec 5 Pase: Barič 6 |

### Franța vs Grecia
| 19 iunie 2017 20:30 |

| Boxscore |

| Franța                                                  | 70–63 | Grecia                                                 |
| Scorul pe sferturi: 14–19, 21–11, 14–22, 21–11          |       |                                                        |
| Pt: Miyem, Skrela 12 Rec: Tchatchouang 7 Pase: Dumerc 5 |       | Pt: Maltsi 25 Rec: Nikolopoulou 7 Pase: Nikolopoulou 7 |